# Multikulturalizmus

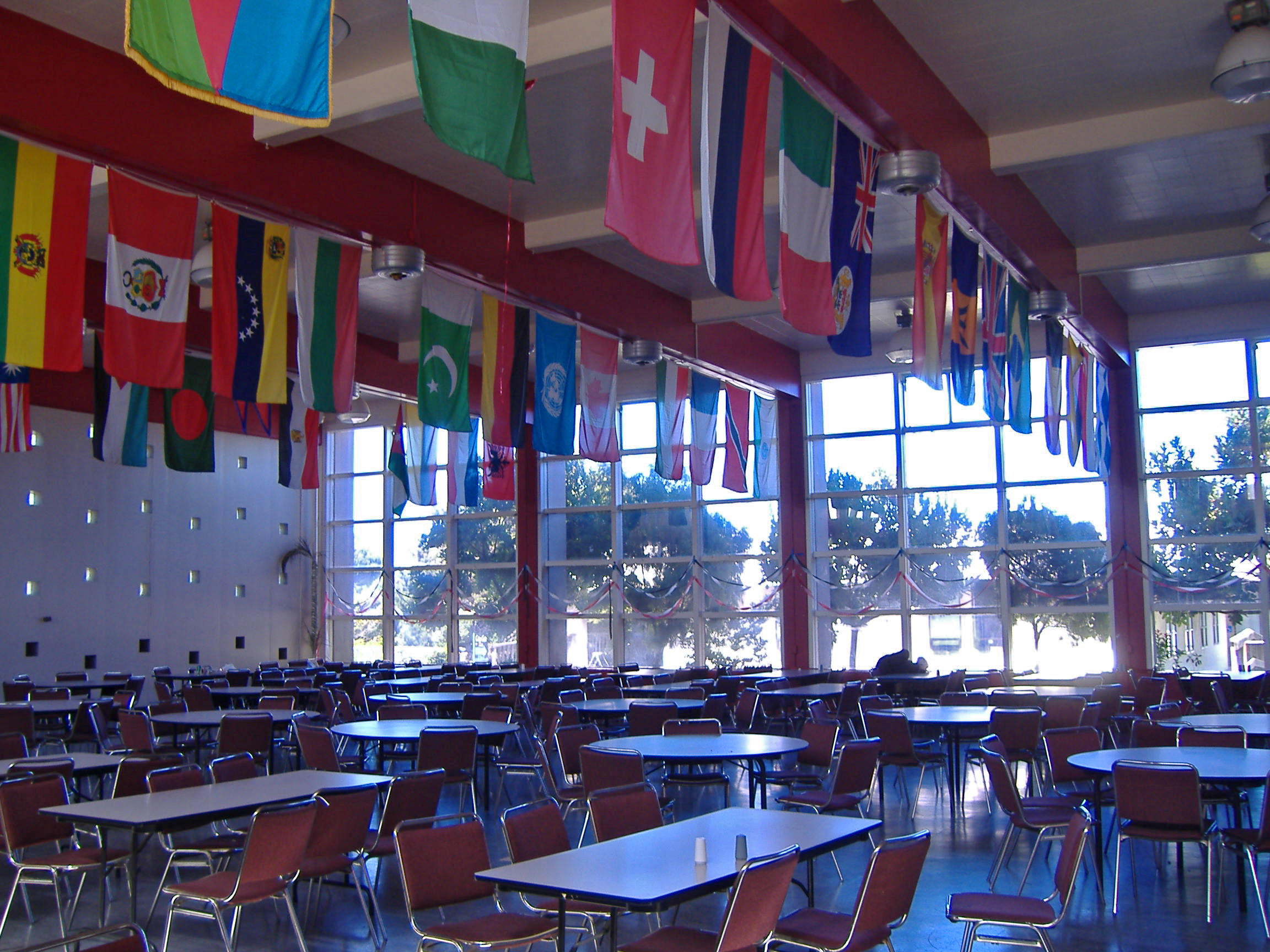
Multikulturális tanulók származásának bemutatása egy San Franciscó-i iskolában

A multikulturalizmus észak-amerikai és nyugat-európai ideológia, eszmerendszer, mely a multikulturális társadalom kialakítását, illetve védelmét vallja feladatának. Ennélfogva kiemelt állami és kormányzati támogatást nyújt a különféle kulturális és etnikai kisebbségeknek, bevándorlóknak, illetve (főképp Észak-Amerikai, Ausztrália és Új-Zéland esetében) a nem európai őslakosoknak.
A multikulturalizmust sok helyen – vitatott módon – a kulturális pluralizmus szinonimájaként használják, mely támogatja a kulturális és a nemzeti sokszínűséget és elismeri az etnikai kisebbségiségeket. A politikában: a különböző kultúrák békés egymás mellett élésének segítése, a kultúrák, nemzetiségek közötti problémákra való megoldás nyújtása.

## Az elnevezés eredete
A szó latin eredetű, két tagból áll: multus – 'sok', 'számos', 'sokféle' és cultura – 'őrzés', 'művelés'.

## Multikulturalizmus a történelemben
Ahogy a nacionalizmus mind jobban visszaszorul, a társadalomtudósok hangsúlyosabban foglalkoznak a régmúlt többnyelvű, soknemzetiségű államaival. Vannak a történészek, akik az 1918-ig fennállt Ausztria–Magyarországra multikulturális birodalomként tekintenek. A dualizmus kori Osztrák Császárságban a Magyar Királysághoz viszonyítva jobban bántak a nemzetiségekkel. Az igazságszolgáltatásban figyelembe vették a szláv és román nemzetiségűeket. A szlovéneknek Dél-Stájerországban több joguk is volt, míg Csehországban nem kapták meg ugyanazon jogokat, tehát ellentétről beszélhetünk. Magyarországon sem voltak az alkotmányban leírva a nemzetiségekkel szembeni megkülönböztetések, de a gyakorlatban alkalmazták az igazságszolgáltatásban és a politikában.
Ugyanakkor a korábbi évszázadok többnemzetiségű birodalmai sok mindenben különböznek napjaink multikulturalizmusától. Először is: a kultúrák egymás mellett élését elfogadták, de önmagáért nem tekintették értéknek. Ráadásul a nemzetiségekkel szemben toleráns Monarchiának is megvolt a maga domináns kultúrája, például a közös (császári és királyi) hadsereg egészen 1918-ig német vezényleti nyelvű maradt.

## Multikulturalizmus és kulturális pluralizmus
A multikulturalizmus a kultúrák, népcsoportok, etnikai és vallási kisebbségek multikulturális társadalomban való egymás mellett élését hirdeti, ahol nem létezik szociális asszimiláció vagy faji szegregáció. Az angol nyelvben a multikulturalizmus leírására olyan metaforákat alkottak meg, mint „salátatál” vagy „kulturális mozaik.” Ez azt jelenti, hogy az etnikai csoportoknak nem kell feladniuk kulturális hagyományaikat, hanem bevonják ezeket abba a kultúrába, amelyben élnek. Ennek előnye az, hogy a különböző népcsoportok hatnak egymásra az irodalom, a zene, az étkezés, a művészet, a filozófia terén. Hátránya viszont az, hogy a befogadó állam, illetve kultúra elveszítheti saját jellegét.
A multikulturalizmus és a kulturális pluralizmus fogalma nem feltétlenül fedi egymást. A kulturális pluralizmus a kultúrák egymás mellett élésének tényét jelenti, míg a multikulturalizmus minden esetben magában foglal egy gyakorlatot és irányelvet. A multikulturalizmus a gyakorlatban nem a kultúrákhoz való pártatlan hozzáállást szorgalmazza, hanem a kulturális, etnikai és vallási kisebbségek kiemelt adminisztratív támogatását, gyakran pozitív diszkriminációját. Például az Egyesült Államok és Kanada kormánya az indiánokat (vagy bennszülött amerikaiakat), Ausztrália az ausztrál őslakosokat segíti.

## Megjelenési formái
A multikulturális társadalom fogalmát legtöbbször a nyugati államokra vonatkoztatva használjuk, főleg a bevándorlás következményeként kialakuló állapot leírására. A multikulturalizmus az ezt támogató mozgalom vagy ideológia.
A multikulturalizmust támogató kanadai kormány nyilvánosan hangsúlyozza a bevándorlás jelentőségét a társadalomban. Az angol nyelvű nyugati országok közül Kanadában jelent meg először a multikulturalizmus mint hivatalos nemzetközi politika 1971-ben, majd ezt követően, 1973-ban Ausztráliában, ahol a mai napig érvényesül. Az Európai Unió legtöbb tagországa szintén hamarosan elfogadta és magáévá tette a multikulturalizmus politikáját.
A multikulturalizmus a mai Európában felemás módon érvényesül. A multikulturális mintaállamnak számító Franciaországban elmélet szintjén sem merül fel a bretonok, baszkok vagy elzászi németek államalkotó szerepének elismerése, az őshonos franciaországi kisebbségek nem használhatják a közigazgatásban az anyanyelvüket, állami szintű asszimilációnak vannak kitéve. A multikulturalizmus Nyugat-Európában (a fogalom tág értelmezésével szemben) kifejezetten az Afrikából és a Közel-Keletről való bevándorlás támogatását jelenti,

## Multikulturális nevelés
Banks és Banks (2001) az alábbiakban fogalmazza meg a multikulturális nevelés lényegét:
„A multikulturális nevelés a nevelés azon területeként definiálható, amelynek fő célja egyenlő nevelési-oktatási lehetőségek biztosítása a különböző rasszokhoz, etnikai és kulturális csoportokhoz, különböző nemekhez és szociális osztályba tartozó diákok számára. Az egyik legfontosabb célja hozzásegíteni valamennyi diákot ahhoz a tudáshoz, olyan attitűdökhöz, viszonyulásokhoz és képességekhez, amelyek egy plurális, demokratikus társadalom hatékony működéséhez szükségesek, és amelyek a különböző csoportokból származó emberek közötti interakciókat, a kommunikáció sikeres működését segítik annak érdekében, hogy a társadalom és a morál a mindenki számára előnyös, közös jót szolgálja.” (XI. o.)
A multikulturális nevelés lényege, hogy figyelembe veszi a sokszínű, sokféle kulturális háttérrel rendelkező társadalomban megfogalmazódó eltérő igényeket, szükségleteket. Mindez többféle módszert, koncepciót, programot, elképzelést foglal magában.Ide tartozik többek között az interetnikus konfliktusmegoldás, a multikulturális tananyagfejlesztés, a kisebbségi kultúrák megismerésének módszertana és a kisebbségi diákok számára azonos oktatási feltételek biztosítása is.
A multikulturális nevelés nem csupán az eltérő rasszok, kultúrák, társadalmi csoportok iránti érzékenységet jelenti, hanem egyfajta paradigmaváltást is, amely magával hozza a különböző gondolkodásmódok értékként való elfogadását, s egyszerűen természetesnek veszi a másságot. A multikulturális oktatás jellemzője az inkluzivitás (befogadás).
A multikulturális nevelés irodalma ma már rendkívül bőséges, így az eligazodás megkönnyítésére Banks (2003), a multikulturális nevelés egyik legfontosabb amerikai szakírója tipológiát hozott létre, amelyben a multikulturális nevelés öt dimenzióját különbözteti meg.
- tartalmi integráció: A pedagógus a tanítás alatt példákat, adatokat, információkat nyújt a különböző kultúrákról és csoportokról. Ennek eredményeképp a tantervet, a tananyagot multikulturális szempontból bővíti, mivel megjelenik benne az adott ország össznépességét alkotó különböző kisebbségek hagyományai, szokásvilága, történelme.
- tudáskonstrukciók: A tudósok különböző tudományterületeken megfogalmazott elképzelései, az összegyűjtött tudás implicit kulturális előfeltevéseket, viszonyítási pontokat, perspektívákat, ítéleteket tartalmaz. Az idetartozó vizsgálatok írják le, hogy a rassz, az etnikai csoport, a családi háttér, az egyén osztályhelyzete miként befolyásolják a tudásalkotás folyamatát. Az iskolában ez annyit tesz, hogy a tanár hogyan segíti a különböző etnikai csoportba, kultúrkörbe tartozó diákok megértési, feldolgozási folyamatát a tanulás során.
- az előítéletek csökkentése: Célja a demokratikusabb értékek és viszonyulás kifejlesztése minden egyes tanulóban.
- az esélyegyenlőség pedagógiája: Amikor a pedagógus azért használ különböző célzott technikákat, módszereket az iskolai osztályban, mert ezzel a különböző rasszokból, etnikai, társadalmi csoportból származó tanulók iskolai eredményességét szeretné növelni.
- az iskola kultúrájával, szervezetével foglalkozó elképzelések: Az iskola kultúrájának újragondolását, felépítését jelenti, beleértve az intézmény légkörét, fizikai környezetét, az iskolavezetés, a tanárok és az adminisztratív személyzet elvárásait, hiedelmeit, a címkézés menetét, a tanítás stílusát és stratégiáit éppúgy, mint a tesztelés, a vizsgáztatás módját, megfelelő tankönyvek kiválasztását, használatát az oktatási folyamatban.

## Kritika
A multikulturalizmus a világnézetileg semleges állam modelljéből indul ki, azonban az eltérő népcsoportok, kultúrák és vallások elismerése egyesek szerint megkérdőjelezi az állam semleges, sőt szekuláris jellegét.
Szintén vitatott kérdés, hogy különböző kultúrák mennyire képesek tartósan békében egymás mellett élni és egymásra hatni egyazon társadalomban.
Robert D. Putnam végzett egy évtized hosszú kutatást 26.200 résztvevővel, 40 amerikai közösségben, amelyben a multikulturalizmusnak a hatását a szociális bizalomra vizsgálta. Azt az eredményt kapta, hogy az osztály, jövedelem és más tényezők függvényében, kulturálisan minél változatosabb a társadalom, annál kevesebb a bizalom tagjai között.
Új-Zélandon, amely hivatalosan bi- és multikulturális ország, a multikulturalizmus fenyegetést jelent a maori nép fennmaradása számára. Ugyanez a helyzet az ausztrál őslakókkal, mivel Ausztráliában egyre több bevándorló telepszik le.
Több ország vezetője, közöttük Angela Merkel, Nicolas Sarkozy, John Howard vagy José María Aznar bírálták a multikulturalizmus ideológiáját. Érvelésük szerint a multikulturalizmus gátolja a bevándorlók beilleszkedésének sikerességét.

## Fordítás
- Ez a szócikk részben vagy egészben  a   Multiculturalism című angol Wikipédia-szócikk fordításán alapul.  Az eredeti cikk szerkesztőit annak laptörténete sorolja fel. Ez a jelzés csupán a megfogalmazás eredetét és a szerzői jogokat jelzi, nem szolgál a cikkben szereplő információk forrásmegjelöléseként.
- Ez a szócikk részben vagy egészben  a   Multikulturalismus című német Wikipédia-szócikk fordításán alapul.  Az eredeti cikk szerkesztőit annak laptörténete sorolja fel. Ez a jelzés csupán a megfogalmazás eredetét és a szerzői jogokat jelzi, nem szolgál a cikkben szereplő információk forrásmegjelöléseként.